# Bolgov
Bolgov (del ruso: Болгов) es un jútor del raión de Ust-Labinsk del krai de Krasnodar de Rusia. Está situado en la desembocadura del río Zelenchuk Vtorói en la orilla izquierda del río Kubán, 16 km al este de Ust-Labinsk y 75 km al nordeste de Krasnodar, la capital del krai. Tenía 1 911 habitantes en 2010.
Pertenece al municipio Brátskoye.